# The Sailor from Gibraltar
The Sailor from Gibraltar is een Britse dramafilm uit 1967 onder regie van Tony Richardson.

## Verhaal
Alan heeft pas zijn vriendin gedumpt. Hij is nu geïntrigeerd door de geheimzinnige weduwe Anna. Zij is op zoek naar een zeeman die ze jaren geleden leerde kennen. Ze reizen samen naar Griekenland om hem te vinden. Onderweg leren ze Louis de Mozambique kennen, die beweert dat de zeeman een hersenspinsel is van Anna.

## Rolverdeling
| Acteur             | Personage           |
| ------------------ | ------------------- |
| Jeanne Moreau      | Anna                |
| Ian Bannen         | Alan                |
| Vanessa Redgrave   | Sheila              |
| Orson Welles       | Louis de Mozambique |
| Zia Mohyeddin      | Noori               |
| Hugh Griffith      | Llewellyn           |
| Umberto Orsini     | Verkoper            |
| Erminio Spalla     | Eolo                |
| Eleonora Brown     | Carla               |
| Gabriella Pallotta | Meisje              |
| Arnoldo Foà        | Man in trein        |
| Claudio de Renzi   | Jeannot             |
| Fausto Tozzi       | Kapitein            |
| John Hurt          | John                |
| Thodoros Roubanis  | Theo                |